# Система Концевича
Систе́ма Конце́вича, также коре́йско-ру́сская практи́ческая транскри́пция Л. Р. Конце́вича, или РПТ, — набор правил практического транскрибирования слов корейского языка кириллицей, разработанный российским востоковедом Львом Концевичем на основе более ранней транскрипции Холодовича. Используется для записи корейских слов на русском языке.

## Транскрипции
Сейчас как в Республике Корея, так и в КНДР основной письменностью является корейский алфавит хангыль. Советскими кореистами были разработаны правила передачи букв хангыля с помощью кириллицы. Лев Концевич систематизировал эти правила. В отличие от некоторых систем романизации хангыля, основной упор при транскрипции делается не на то, как та или иная буква пишется, а на то, как она слышится (фонетическая транскрипция).
| Согласные | Согласные            | Согласные                      | Гласные | Гласные              | Гласные                        | Устаревшие буквы | Устаревшие буквы     | Устаревшие буквы |
| Хангыль   | Русская транскрипция | Латинская транскрипция (новая) | Хангыль | Русская транскрипция | Латинская транскрипция (новая) | Хангыль          | Русская транскрипция |                  |
| --------- | -------------------- | ------------------------------ | ------- | -------------------- | ------------------------------ | ---------------- | -------------------- | ---------------- |
| ㄱ        | К- / -г- / -к        | g / k                          | ㅏ      | А                    | a                              | ᄝ               | МВ                   |                  |
| ㄴ        | Н                    | n                              | ㅑ      | Я                    | ya                             | ᄫ               | В                    |                  |
| ㄷ        | Т- / -д- / -т        | d / t                          | ㅓ      | О                    | eo                             | ᅗ               | ПФ                   |                  |
| ㄹ        | -Р- / -ль            | r / l                          | ㅕ      | Ё                    | yeo                            | ᄬ               | ВВ                   |                  |
| ㅁ        | М                    | m                              | ㅗ      | О                    | o                              | ᄛ               | Л                    |                  |
| ㅂ        | П- / -б- / -п        | b / p                          | ㅛ      | Ё                    | yo                             | ᅀ               | Ж                    |                  |
| ㅅ        | С / -т               | s                              | ㅜ      | У                    | u                              | ᅙ               | '                    |                  |
| ㅇ        | -Н (-нъ)             | ng                             | ㅠ      | Ю                    | yu                             | ᄔ               | НН                   |                  |
| ㅈ        | Ч / -дж- / -т        | j                              | ㅡ      | Ы                    | eu                             | ᅘ               | ХХ                   |                  |
| ㅊ        | ЧХ / -т              | ch                             | ㅣ      | И                    | i                              | ᄞ               | ПК                   |                  |
| ㅋ        | КХ / -к              | k                              | ㅐ      | Э                    | ae                             | ᄠ               | ПТ                   |                  |
| ㅌ        | ТХ / -т              | t                              | ㅒ      | ЙЯ                   | yae                            | ᄡ               | ПС                   |                  |
| ㅍ        | ПХ / -п              | p                              | ㅔ      | Е / е                | e                              | ᄢ               | ПСК                  |                  |
| ㅎ        | Х                    | h                              | ㅖ      | ЙЕ / -е              | ye                             | ᄣ               | ПСТ                  |                  |
| ㄲ        | КК                   | kk                             | ㅚ      | ВЕ                   | oe                             | ᄧ               | ПЧ                   |                  |
| ㄸ        | ТТ                   | tt                             | ㅟ      | ВИ                   | wi                             | ᄩ               | ПТ                   |                  |
| ㅃ        | ПП                   | pp                             | ㅝ      | ВО                   | wo                             | ᄭ               | СК                   |                  |
| ㅆ        | СС / -т              | ss                             | ㅙ      | ВЭ                   | wae                            | ᄶ               | СЧ                   |                  |
| ㅉ        | ЧЧ                   | jj                             | ㅞ      | ВЕ                   | we                             | ᄮ               | СН                   |                  |
|           |                      |                                | ㅢ      | ЫЙ / -и              | ui                             | ᄯ               | СТ                   |                  |
|           |                      |                                | ㅘ      | ВА                   | wa                             | ᄲ               | СБ                   |                  |

Примечания:
1. Буква ㅇ в начале слога не читается.
2. Основной способ транскрипции буквы указан БОЛЬШИМИ БУКВАМИ.
3. Запись между двух дефисов — транскрипция буквы в середине слова между гласными или после сонорных согласных (М, Н, НЪ, ЛЬ и Р).
4. Запись после дефиса — транскрипция буквы в конце слова или слога.

### Передача букв на стыке слогов
Особенности транскрибирования букв, стоящих на границах слогов, сведены в следующую таблицу (звёздочкой * отмечено написание перед и и йотированными гласными):
| Конец первого слога | Начало второго слога | Начало второго слога | Начало второго слога | Начало второго слога | Начало второго слога | Начало второго слога | Начало второго слога | Начало второго слога | Начало второго слога | Начало второго слога | Начало второго слога | Начало второго слога | Начало второго слога | Начало второго слога | Начало второго слога | Начало второго слога | Начало второго слога | Начало второго слога | Начало второго слога |
| Конец первого слога | ㄱ К                 | ㄴ Н                 | ㄷ Т                 | ㄹ Р                 | ㅁ М                 | ㅂ П                 | ㅅ С                 | ㅈ Ч                 | ㅊ ЧХ                | ㅋ КХ                | ㅌ ТХ                | ㅍ ПХ                | ㅎ Х                 | ㄲ КК                | ㄸ ТТ                | ㅃ ПП                | ㅆ СС                | ㅉ ЧЧ                | гласный              |
| ------------------- | -------------------- | -------------------- | -------------------- | -------------------- | -------------------- | -------------------- | -------------------- | -------------------- | -------------------- | -------------------- | -------------------- | -------------------- | -------------------- | -------------------- | -------------------- | -------------------- | -------------------- | -------------------- | -------------------- |
| ㄱ К                | кк                   | н[ъ]н                | кт                   | н[ъ]н                | н[ъ]м                | кп                   | кс                   | кч                   | кчх                  | ккх                  | кх                   | кпх                  | кх                   | кк                   | ктт                  | кпп                  | ксс                  | кчч                  | г                    |
| ㄲ КК               | кк                   | н[ъ]н                | кт                   | н[ъ]н                | н[ъ]м                | кп                   | кс                   | кч                   | кчх                  | ккх                  | кх                   | кпх                  | кх                   | кк                   | ктт                  | кпп                  | ксс                  | кчч                  | г                    |
| ㄳ К                | кк                   | н[ъ]н                | кт                   | н[ъ]н                | н[ъ]м                | кп                   | кс                   | кч                   | кчх                  | ккх                  | кх                   | кпх                  | кх                   | кк                   | ктт                  | кпп                  | ксс                  | кчч                  | г                    |
| ㄴ Н                | нг/нк (нкк)          | нн/лл                | нд/нт (нтт)          | лл/нн                | нм                   | нб/нп (нпп)          | нс/нсс               | ндж/нч (нчч)         | нчх                  | нкх                  | нтх                  | нпх                  | нх                   | нкк                  | нтт                  | нпп                  | нсс                  | нчч                  | н                    |
| ㄵ Н                | нк                   | нн                   | нт                   | лл                   | нм                   | нп                   | нсс                  | нч                   | нчх                  | нкх                  | нтх                  | нпх                  | нчх                  | нкк                  | нтт                  | нпп                  | нсс                  | нчч                  | ндж                  |
| ㄶ Н                | нкх                  | нн                   | нтх                  | лл                   | нм                   | нпх                  | нсс                  | нчх                  | нчх                  | нкх                  | нтх                  | нпх                  | нх                   | нкк                  | нтт                  | нпп                  | нсс                  | нчч                  | н                    |
| ㄷ Т                | тк                   | нн                   | тт                   | нн                   | нм                   | тп                   | сс                   | тч                   | тчх                  | ткх                  | ттх                  | тпх                  | чх                   | ткк                  | тт                   | тпп                  | сс                   | чч                   | д/дж*                |
| ㄹ ЛЬ               | льг/льк              | лл                   | льт                  | лл                   | льм                  | льб/льп              | льс/льсс             | льч                  | льчх                 | лькх                 | льтх                 | льпх                 | рх                   | лькк                 | льтт                 | льпп                 | льсс                 | льчч                 | р                    |
| ㄺ К                | г/льк                | н[ъ]                 | кт                   | н[ъ]н                | н[ъ]м                | кп                   | кс                   | кч                   | кчх                  | ккх                  | кх                   | кпх                  | кх                   | кк                   | ктт                  | кпп                  | ксс                  | кчч                  | льг                  |
| ㄻ М                | мг/мк                | мн                   | мд/мт                | мн                   | мм                   | мб/мп                | мс/мсс               | мдж/мч               | мчх                  | мкх                  | мтх                  | мпх                  | мх                   | мкк                  | мтт                  | мпп                  | мсс                  | мчч                  | льм                  |
| ㄼ ЛЬ               | льг/пк               | лл/мн                | льт/пт               | лл/мн                | льм/пм               | льб/пп               | льсс/псс             | льч/пч               | льчх/пчх             | мкх/пкх              | льтх/птх             | льпх/ппх             | рх/пх                | лькк/пкк             | льтт/птт             | льпп/пп              | льсс                 | льчч/пчч             | льб                  |
| ㄽ ЛЬ               | льк                  | лл                   | льт                  | лл                   | льм                  | льп                  | льсс                 | льч                  | льчх                 | лькх                 | льтх                 | льпх                 | рх                   | лькк                 | льтт                 | льпп                 | льсс                 | льчч                 | льс                  |
| ㄾ ЛЬ               | льк                  | лл                   | льт                  | лл                   | льм                  | льп                  | льсс                 | льч                  | льчх                 | лькх                 | льтх                 | льпх                 | рх                   | лькк                 | льтт                 | льпп                 | льсс                 | льчч                 | льтх/льчх*           |
| ㄿ П                | пк                   | мн                   | пт                   | мн                   | мм                   | пп                   | пс                   | пч                   | пчх                  | пкх                  | птх                  | ппх                  | пх                   | пкк                  | птт                  | пп                   | псс                  | пчч                  | льпх                 |
| ㅀ ЛЬ               | лькх                 | лл                   | льтх                 | лл                   | льм                  | льпх                 | льсс                 | льчх                 | льчх                 | лькх                 | льтх                 | льпх                 | рх                   | лькк                 | льтт                 | льпп                 | льсс                 | льчч                 | р                    |
| ㅁ М                | мг/мк                | мн                   | мд/мт                | мн                   | мм                   | мб/мп                | мс/мсс               | мдж/мч               | мчх                  | мкх                  | мтх                  | мпх                  | мх                   | мкк                  | мтт                  | мпп                  | мсс                  | мчч                  | м                    |
| ㅂ П                | пк                   | мн                   | пт                   | мн                   | пм                   | пп                   | пс                   | пч                   | пчх                  | пкх                  | птх                  | ппх                  | пх                   | пкк                  | птт                  | пп                   | псс                  | пчч                  | б                    |
| ㅄ П                | пк                   | мн                   | пт                   | мн                   | пм                   | пп                   | пс                   | пч                   | пчх                  | пкх                  | птх                  | ппх                  | пх                   | пкк                  | птт                  | пп                   | псс                  | пчч                  | пс                   |
| ㅅ Т                | тк                   | нн                   | тт                   | нн                   | нм                   | тп                   | сс                   | тч                   | тчх                  | ткх                  | ттх                  | тпх                  | тх                   | ткк                  | тт                   | тпп                  | сс                   | чч                   | с                    |
| ㅆ Т                | тк                   | нн                   | тт                   | нн                   | нм                   | тп                   | сс                   | тч                   | тчх                  | ткх                  | ттх                  | тпх                  | тх                   | ткк                  | тт                   | тпп                  | сс                   | чч                   | сс                   |
| ㅇ Н[Ъ]             | н[ъ]г/ н[ъ]к[к]      | н[ъ]н/лл             | н[ъ]д/ н[ъ]т[т]      | лл/н[ъ]н             | н[ъ]м                | н[ъ]б/ н[ъ]п[п]      | н[ъ]с[с]             | н[ъ]дж/ н[ъ]ч[ч]     | н[ъ]чх               | н[ъ]кх               | н[ъ]тх               | н[ъ]пх               | н[ъ]х                | н[ъ]кк               | н[ъ]тт               | н[ъ]пп               | н[ъ]сс               | н[ъ]чч               | н[ъ]                 |
| ㅈ Т                | тк                   | нн                   | тт                   | нн                   | нм                   | тп                   | сс                   | чч                   | ччх                  | ткх                  | ттх                  | тпх                  | тх                   | ткк                  | тт                   | тпп                  | сс                   | чч                   | дж                   |
| ㅊ Т                | тк                   | нн                   | тт                   | нн                   | нм                   | тп                   | сс                   | чч                   | ччх                  | ткх                  | ттх                  | тпх                  | тх                   | ткк                  | тт                   | тпп                  | сс                   | чч                   | чх                   |
| ㅋ К                | кк                   | н[ъ]н                | кт                   | н[ъ]н                | н[ъ]м                | кп                   | кс                   | кч                   | кчх                  | ккх                  | кх                   | кпх                  | кх                   | кк                   | ктт                  | кпп                  | ксс                  | кчч                  | кх                   |
| ㅌ Т                | тк                   | нн                   | тт                   | нн                   | нм                   | тп                   | сс                   | тч                   | тчх                  | ткх                  | ттх                  | тпх                  | тх                   | ткк                  | тт                   | тпп                  | сс                   | чч                   | тх/чх*               |
| ㅍ П                | пк                   | мн                   | пт                   | мн                   | пм                   | пп                   | пс                   | пч                   | пчх                  | пкх                  | птх                  | ппх                  | пх                   | пкк                  | птт                  | пп                   | псс                  | пчч                  | пх                   |
| ㅎ Т                | тк                   | нн                   | тт                   | нн                   | нм                   | тп                   | сс                   | тч                   | тчх                  | ткх                  | ттх                  | тпх                  | тх                   | ткк                  | тт                   | тпп                  | сс                   | чч                   | —                    |
| гласный             | г                    | н                    | д                    | р                    | м                    | б                    | с                    | дж                   | чх                   | кх                   | тх                   | пх                   | х                    | кк                   | тт                   | пп                   | сс                   | чч                   | —                    |

### Особенности транскрипции географических названий
При транскрибировании терминов корейской топонимики односложные номенклатурные термины, за некоторыми исключениями, сохраняются в транскрипции. Они пишутся слитно с собственным названием и повторяются также в переводе; например: 한강 — река Ханган, 백두산 — гора Пэктусан, 제주도 остров Чеджудо, 평안도 — провинция Пхёнандо, 광안동 — квартал Кванандон, 연화리 — деревня Йонхвари и т. д. Исключение составляют односложные номенклатурные термины, обозначающие город (시), уезд (군), район города (구), уездный город или административный центр уезда (읍), волость (면): 김해시 — город Кимхэ, 평창군 — уезд Пхёнчхан, 수영구 — район Суён, 흥해읍 — уездный город Хынхэ, 철마면 — волость Чхольма. Однако в сочетании с односложными названиями они всегда передаются в транскрипции: 동면 — волость Тонмён, 북구 — район Пукку.
Корейские географические термины, состоящие из двух и более слогов, как правило, даются в переводе, особенно в массовой литературе; в тех же случаях, когда требуется в полной форме отразить в транскрипции и корейскую географическую номенклатуру, двусложные термины типа 군도 кундо «архипелаг, острова», 해협 хэхёп «пролив», 산맥 санмэк «хребет» пишутся с прописной буквы и отделяются от собственного названия дефисом; например, 소안군도 — о-ва Соан-Кундо, 제주해협 — пролив Чеджу-Хэхёп, 태백산맥 — хребет Тхэбэк-Санмэк и так далее.
Деление корейских провинций на северные и южные в наши дни или на правые и левые в период династии Чосон может быть передано либо в транскрипции написанием слов 북도 — Пукто «северная провинция» и 남도 Намдо «южная провинция» или 우도 Удо «правая провинция» и 좌도 Чвадо «левая провинция» с прописной буквы и через дефис: 전라북도 — Чолла-Пукто, 경기좌도 — Кёнги-Чвадо, либо в переводе, причём с сохранением компонента 도 то/-до «провинция» или без него.
В начале слов используется написание «Йо» вместо «Ё»; например: 요성산 — Йосонсан (а не Ёсонсан), 용인 — Йонъин (а не Ёнъин), 여주 — Йоджу (а не Ёджу), 연평도 — Йонпхёндо (а не Ёнпхёндо). Также в начале слов используется написание «Йе» вместо «Е»; например: 예산 — Йесан (а не Есан), 예천 — Йечхон (а не Ечхон).
Транскрипция Концевича является основной в таких документах, как «Инструкция по русской передаче географических названий Кореи» (Главное управление геодезии и картографии. М., 1972), «Словарь географических названий Кореи» (Главное управление геодезии и картографии. М., 1973) и «Корееведение. Избранные работы» (ИД «Муравей-Гайд». М., 2001).

### Особенности транскрипции корейских фамилий и имён
Фамилию рекомендуется писать отдельно от имени. Имя, вне зависимости от того, двусложное оно или нет, рекомендуется записывать в одно слово: 문재인 — Мун Джэин (а не Мун Джэ Ин), 정철 — Чон Чхоль, 제갈성렬 — Чегаль Соннёль (а не Чегаль Сон Рёль), 사공일 — Сагон Иль, 김빛내리 — Ким Биннэри (а не Ким Бит Нэ Ри).
Концевич рекомендует использовать унифицированную запись корейских имён на кириллице, исходя из формальных правил, а не традиционной записи. В частности, несмотря на то, что традиционно в русском языке фамилии с этимологическим начальным, такие, например, как 류/유, 로/노, 량/양 транскрибируются как Лю, Ро, Лян, соответственно; рекомендуется использовать написание Ю, Но, Ян; например: Ю Гвансун (а не Лю Гвансун), Но Хвечхан (а не Ро Хвечхан), Ян Банон (а не Лян Банон).
Также и «обрусевшие» фамилии Шин, Югай, Цой рекомендуется записывать по табличным правилам: Син (신), Ю(유/류), Чхве (최); например: Син Икхи (а не Шин Икхи), Ю Гымпхиль (а не Югай Гымпхиль), Чхве Чхивон (а не Цой Чхивон).
Исключение из этих правил — две наиболее устоявшиеся записи — фамилии Ли (리/이; 李) и Лим (림/임; 林). Но 이 (伊, 異) и 임 (任) — И и Им.[уточнить]
Если фамилия оканчивается на гласный или на сонорные согласные н (ㄴ или ㅇ), м (ㅁ), то начальный согласный (взрывные к ㄱ, т ㄷ, п ㅂ, ч ㅈ) следующего за ней имени или псевдонима озвончаются; например, 한국영 — Хан Гугён (а не Хан Кугён или Хан Кук Ён), 홍대용 — Хон Дэён (а не Хон Тэён или Хон Тэ Ён), 노백린 — Но Бэннин (а не Но Пэннин, Но Пэк Рин или Но Бэк Рин), 김종인 — Ким Джонъин (а не Ким Чонъин, Ким Чжонъин, Ким Чон Ин или Ким Чжон Ин). На последнем примере видно, что личное имя при этом записывается в соответствии с чтением в полном имени, то есть со звонкой согласной, несмотря на то что при отдельном написании оно транскрибировалось бы как Кугён, Тэён, Пэннин, Чонъин.
Исключение в системе Концевича делается для личных имён с устоявшимся написанием, распространённым в средствах массовой информации: 노태우 — Ро Дэ У или Ро Дэу (а не Но Тхэу), 김대중 — Ким Дэ Чжун или Ким Дэчжун (а не Ким Дэджун), 김기덕 — Ким Ки Дук или Ким Кидук (а не Ким Гидок), 김정일 — Ким Чен Ир или Ким Ченир (а не Ким Джонъиль), 김일성 — Ким Ир Сен или Ким Ирсен (а не Ким Ильсон), 김정숙 — Ким Чен Сук или Ким Ченсук (а не Ким Джонсук), 김병화 —Ким Пен Хва или Ким Пенхва (а не Ким Бёнхва).
Произносить корейские имена рекомендуется с ударением на последний слог.

### Особенности транскрипции названий политических партий и организаций, религиозных сект
Обычно передаются в транскрипции, но могут даваться и в переводе; например: 더불어 민주당 — Тобуро минджудан (Демократическая партия Тобуро), 자유 한국당— Кунминыйхим (Сила народа), 국민의당 — Кунминыйдан (Народная партия), 정의당 — Чоныйдан (Партия справедливости), 노론 — норон («старая доктрина»), 천도교 — Чхондогё (Учение Небесного пути), 원불교 — Вонбульгё (Вон-буддизм) и так далее.

### Числительные в собственных названиях
Числительные, входящие в собственные названия, в случаях транскрибирования могут передаваться словами, либо арабскими цифрами: 종로 1가 — Чонно-ильга или Чонно-1[иль]-га, 광안 3동 — Кванан-самдон или Кванан-3[сам]-дон.

### Склонение слов
Склонение корейских терминов и имён подчиняется следующим правилам:
- Если термин кончается на гласный, он не склоняется (сиджо, пхансори во всех формах).
- Если термин принадлежит к мужскому роду и оканчивается на согласный, он склоняется (к янбану, у господина Кима).
- Если термин принадлежит к женскому роду и оканчивается на согласный, он не склоняется (от кисэн, у госпожи Ким).

Если личное имя человека употребляется полностью (с фамилией), то склоняется только собственное имя, фамилия же не склоняется (у Ли Мёнбака, к Ким Ирсену).
Топонимические термины, названия денег, а также единицы измерения склоняются только в том случае, если оканчиваются на согласный (в Сеуле). В противном случае подобные термины не склоняются (в Кёнджу).
Наиболее продуктивными словобразовательными суффиксами являются -ский и -ист, причём без добавления эпентетических согласных или гласных; например, от Силла — силлаский (а не силланский или силласский), от Пэкче — пэкческий (а не пэкчейский или пэкчесский), от Кёнджу — кёнджуский (а не кёнджуйский или кёнджусский), от сирхак — сирхакист.

## Вариантное написание
- Нарицательные части названий провинций в соответствии с рекомендациями некоторых авторов[5] переводятся (Северная Кёнсан, Южная Чолла).
- Иногда сохраняются этимологические начальные р и н (в южных диалектах редуцируются): Нёнбён (при этом словарная норма — Йонбён[6]), «Рёнхап» (не «Ёнхап»).

## Транскрипция с подвижной шкалой
В научных изданиях и особенно в изданиях письменных памятников предлагается данная система транскрипции с подвижной шкалой[прояснить].
| Согласные | Согласные            | Согласные                      | Гласные | Гласные              | Гласные                        | Устаревшие буквы | Устаревшие буквы     | Устаревшие буквы |
| Хангыль   | Русская транскрипция | Латинская транскрипция (новая) | Хангыль | Русская транскрипция | Латинская транскрипция (новая) | Хангыль          | Русская транскрипция |                  |
| --------- | -------------------- | ------------------------------ | ------- | -------------------- | ------------------------------ | ---------------- | -------------------- | ---------------- |
| ㄱ        | К- / -г- / -к        | g / k                          | ㅏ      | А                    | a                              | ᄝ               | МВ                   |                  |
| ㄴ        | Н                    | n                              | ㅑ      | Я                    | ya                             | ᄫ               | В                    |                  |
| ㄷ        | Т- / -д- / -т        | d / t                          | ㅓ      | Ŏ                    | eo                             | ᅗ               | ПФ                   |                  |
| ㄹ        | -Р- / -ЛЬ            | r / l                          | ㅕ      | ЙŎ                   | yeo                            | ᄬ               | ВВ                   |                  |
| ㅁ        | М                    | m                              | ㅗ      | О                    | o                              | ᄛ               | Л                    |                  |
| ㅂ        | П- / -б- / -п        | b / p                          | ㅛ      | Ё                    | yo                             | ᅀ               | Ж                    |                  |
| ㅅ        | С / -т               | s                              | ㅜ      | У                    | u                              | ᅙ               | '                    |                  |
| ㅇ        | -НЪ-                 | ng                             | ㅠ      | Ю                    | yu                             | ᄔ               | НН                   |                  |
| ㅈ        | Ч / -дж- / -т        | j                              | ㅡ      | Ы                    | eu                             | ᅘ               | ХХ                   |                  |
| ㅊ        | ЧХ / -т              | ch                             | ㅣ      | И                    | i                              | ᄞ               | ПК                   |                  |
| ㅋ        | КХ / -к              | k                              | ㅐ      | Э                    | ae                             | ᄠ               | ПТ                   |                  |
| ㅌ        | ТХ / -т              | t                              | ㅒ      | ЙА                   | yae                            | ᄡ               | ПС                   |                  |
| ㅍ        | ПХ / -п              | p                              | ㅔ      | Е / е                | e                              | ᄢ               | ПСК                  |                  |
| ㅎ        | Х                    | h                              | ㅖ      | ЙЕ / -е              | ye                             | ᄣ               | ПСТ                  |                  |
| ㄲ        | КК                   | kk                             | ㅚ      | ВЕ                   | oe                             | ᄧ               | ПЧ                   |                  |
| ㄸ        | ТТ                   | tt                             | ㅟ      | ВИ                   | wi                             | ᄩ               | ПТ                   |                  |
| ㅃ        | ПП                   | pp                             | ㅝ      | ВО                   | wo                             | ᄭ               | СК                   |                  |
| ㅆ        | СС / -т              | ss                             | ㅙ      | ВЭ                   | wae                            | ᄶ               | СЧ                   |                  |
| ㅉ        | ЧЧ                   | jj                             | ㅞ      | ВЕ                   | we                             | ᄮ               | СН                   |                  |
|           |                      |                                | ㅢ      | ЫЙ / -и              | ui                             | ᄯ               | СТ                   |                  |
|           |                      |                                | ㅘ      | ВА                   | wa                             | ᄲ               | СБ                   |                  |
|           |                      |                                |         |                      |                                | ㆍ               | А̂                    |                  |

## Отличия от системы Холодовича
- Звонкий вариант корейского согласного ㅈ передаётся не как чж, а как дж;
- корейский согласный ㄹ в конце слога и перед согласными внутри слога передаётся не как л, а как ль (кроме случаев, когда после ль в конце слога следует слог с начальным ㄹ)